# Castell d'Àrreu
El Castell d'Àrreu fou un castell medieval de l'antic terme d'Isil, a l'actual terme municipal d'Alt Àneu, de la comarca del Pallars Sobirà.
Les seves restes estan situades als peus de la vall d'Àrreu, aturonades a la dreta del Riu d'Àrreu i també a la dreta de la Noguera Pallaresa, a l'est-sud-est del poble d'Àrreu i al nord-oest del de Borén, en un lloc estratègic que dominava el pas per la vall.
Les restes conservades mostren que el castell s'adaptava al cim del petit turó on està situat, ja que el seu perímetre és el del planell que s'estén en el cim del penyal. Té una forma allargassada, que arriba, en el seu punt màxim, als 20 metres de llarg per uns 9 d'amplada. Al costat de llevant hi ha una cambra, actualment mig ensorrada, coberta amb volta rebaixada, de 2,9 per 3,7 metres. La murada exterior del recinte assoleix un gruix d'1,2 metres.